# Wąsosz (gemeente in powiat Górowski)
De gemeente Wąsosz (Duits: Herrnstadt) is een stad- en landgemeente in het Poolse woiwodschap Neder-Silezië, in powiat Górowski.
De zetel van de gemeente is in Wąsosz.
Op 30 juni 2004 telde de gemeente 7433 inwoners.

## Oppervlakte gegevens
In 2002 bedroeg de totale oppervlakte van gemeente Wąsosz 193,59 km², waarvan:
- agrarisch gebied: 67%
- bossen: 25%

De gemeente beslaat 26,23% van de totale oppervlakte van de powiat.

## Demografie
Stand op 30 juni 2004:
| Omschrijving                   | Totaal | Totaal | Vrouwen | Vrouwen | Mannen | Mannen |
| ------------------------------ | ------ | ------ | ------- | ------- | ------ | ------ |
| eenheid                        | aantal | %      | aantal  | %       | aantal | %      |
| inwoners                       | 7433   | 100    | 3714    | 50      | 3719   | 50     |
| bevolkingsdichtheid (inw./km²) | 38,4   | 38,4   | 19,2    | 19,2    | 19,2   | 19,2   |

In 2002 bedroeg het gemiddelde inkomen per inwoner 1183,43 zł.

## Administratieve plaatsen (sołectwo)
Baranowice, Bartków, Bełcz Mały, Bełcz Górny, Chocieborowice, Cieszkowice, Czarnoborsko, Czeladź Wielka, Dochowa, Drozdowice Małe, Drozdowice Wielkie, Gola Wąsoska-Górka Wąsoska, Kamień Górowski, Kąkolno, Kowalowo, Lechitów, Lubiel, Ługi-Unisławice, Ostrawa, Płoski, Pobiel, Rudna Mała, Rudna Wielka, Sułów Wielki, Świniary, Wiewierz, Wiklina, Wodniki, Wrząca Śląska, Wrząca Wielka, Zbaków Dolny, Zbaków Górny.

## Overige plaatsen
Borowna, Czaple, Jawor, Kobylniki, Marysin, Młynary, Podmieście, Sądowel, Stefanów, Zubrza.

## Aangrenzende gemeenten
Bojanowo, Góra, Jemielno, Rawicz, Wińsko, Żmigród